# Indoweckelia stocki
Indoweckelia stocki is een vlokreeftensoort uit de familie van de Hadziidae. De wetenschappelijke naam van de soort is voor het eerst geldig gepubliceerd in 2003 door Ruffo, Holsinger & Sawicki.